# Idiocerus nervatus
Idiocerus nervatus är en insektsart som beskrevs av Van Duzee 1894. Idiocerus nervatus ingår i släktet Idiocerus och familjen dvärgstritar. Inga underarter finns listade i Catalogue of Life.